# 大坎布雷島
大坎布雷島是蘇格蘭的島嶼，位於大西洋海域，由北艾爾郡負責管轄，長3.9公里、寬2公里，面積11.78平方公里，最高點海拔高度127米，2001年人口1,434。
55°46′05″N 4°55′13″W / 55.76798°N 4.92029°W